# Позняк Констянтин Володимирович
Констянтин Володимирович Позняк (нар. 13 листопада 1977, Чернігів, УРСР) — український футболіст, захисник.

## Життєпис
Футбольну кар'єру розпочав у «Десні», у футболці якої дебютував 9 листопада 1998 року в нічийному (1:1) домашньому поєдинку 20-го туру Першої ліги України проти «Львова». Костянтин вийшов на поле на 87-й хвилині, замінивши Олега Собеха. Єдиним голом за чернігівський клуб відзначився 3 травня 2000 року на 82-й хвилині переможного (1:0) виїзного поєдинку 19-го туру групи В Другої ліги України проти харківського «Металіста-2». Позняк вийшов на поле в стартовому складі та відіграв увесь матч. У «Десні» провів 7 сезонів, у чемпіонатах України зіграв 144 матчі (1 гол) та 9 поєдинків у кубку України. Влітку 2005 року виступав за «Ніжин» в аматорському чемпіонаті України.
Восени 2005 року перебрався в «Гірник». У футболці криворізького клубу дебютував 13 листопада 2005 року в нічийному (1:1) домашньому поєдинку 14-го туру групи Б Другої ліги України проти южноукраїнської «Енергії». Костянтин вийшов на поле на 68-й хвилині, замінивши Олександра Семеренка. Восени 2005 — навесні 2006 року зіграв 8 матчів у Другій лізі України. З 2010 по 2016 рік виступав за «Олімп» (Чернігів) в обласному чемпіонаті.